# 日高優希
日高 優希（ひだか ゆき、1997年1月20日 - ）は、テレビ新潟（TeNY）のアナウンサー。

## 来歴
宮崎県宮崎市生まれ。宮崎県立宮崎西高等学校、お茶の水女子大学生活科学部人間生活学科卒業。大学では子どもの性、発達障害といった分野を学んでいた。 高校時は放送部、大学時は東京大学放送研究会・夢のつばさプロジェクトに所属。
大学在学中の2016年に第33回NHK全国大学放送コンテストのアナウンス部門で2位、2017年に水コン2017でグランプリとなり、キャンパスクイーンとして活動していた。
2019年4月、テレビ新潟入社。

## 人物
趣味は、おうちごはん、音楽を聴くこと。

## 担当番組
- 夕方ワイド新潟一番1部 - 月曜メインMC、月スポ、火曜サブMC、リポーター
- 夕方ワイド新潟一番3部 - スポーツコーナー担当
- 新潟一番サンデープラス - MC
- とことんアルビ!!&Sports - キャスター
- TeNYニュース
- ZIP! - 天気、中継リポーター[5][6]
- ズームイン!!サタデー - 中継リポーター

## 出演番組
- 石ちゃん&美女軍団 新潟は美味がった！ご馳走ツアー（2019年9月28日）
- オードリーさん、ぜひ会ってほしい人がいるんです。（中京テレビ制作 2020年12月） - 女性アナウンサーSP2020 前編・後編
- ヒルナンデス! （2022年7月14日） - 日テレ系女性アナおしゃれ日本一決定戦[7][8]。

### お茶の水女子大学時代
- 誰だって波瀾爆笑（日本テレビ制作 2018年7月29日） - ゲストの中村仁美が母校のお茶の水女子大学を訪れた際に水コン2017グランプリとして紹介された。